# Achaimenés
Achaimenés (staropersky Hachámaniš, elamsky Hakamanuiš, akkadsky Amaniša, řecky Ἀχαιμένης) byl bájný eponymní prapředek achaimenovské dynastie a současně první perský král. Jeho potomky údajně byli příslušníci obou linií vládnoucího rodu v perské říši, Kýrova i Ariaramnova. Jméno Hachámaniš ve staroperštině znamená „s přátelským duchem“.
Podle tradice Achaimenés kolem roku 700 př. n. l. odvedl svůj lid z oblasti jižně od Urmijského jezera do nových sídel v jižním Íránu, v pozdější Persidě (dnes Fárs). Hliněná tabulka nalezená v Súsách dokládá, že Peršané v prostoru pobývali nejpozději od roku 685 př. n. l., a to je také první jisté datum pro Achaimenovu vládu. Antičtí Řekové v Achaimenovi viděli syna mytického hrdiny Persea, který byl vychován orlem.